# Габбард, Талси
Та́лси (Ту́лси) Га́ббард (англ. Tulsi Gabbard, английское произношение: [ˈtʌlsi ˈgæbərd]; род. 12 апреля 1981, Лелоалоа, Американское Самоа) — американский политический и государственный деятель, директор Национальной разведки США с 12 февраля 2025 года. Член Палаты представителей Конгресса США от 2-го избирательного округа Гавайев (2013—2021) и вице-председатель Демократического национального комитета (2013—2016). Первый в истории США член конгресса индуистского вероисповедания.
Бывший журналист телеканала Fox News. В январе 2019 года объявила о намерении выдвинуть свою кандидатуру на президентских выборах в США 2020 года, но в итоге поддержала Джо Байдена.
В октябре 2022 года покинула Демократическую партию из-за ряда разногласий по ключевым вопросам. В октябре 2024 года вступила в Республиканскую партию. На президентских выборах в США 2024 года поддержала Дональда Трампа.
Габбард высказывается против политики военного вмешательства США в дела суверенных государств. В частности, она критикует некоторые аспекты американской политики в Ираке, Ливии и Сирии. В 2017 году она тайно посетила Сирию и встретилась с сирийским президентом Башаром Асадом, чем навлекла на себя резкую критику.

## Семья. Ранние годы
Родилась 12 апреля 1981 года в городе Лелоалоа (Американское Самоа). Она была четвёртым из пяти детей в семье бизнесмена и, в будущем, гавайского политика Майка Габбарда, и его жены Кэрол Габбард (в девичестве Портер). Майк — самоанско-европейского происхождения. Он родился в Фагатого (Американское Самоа) и в возрасте 1 года стал натурализованным гражданином США. Кэрол родом из города Декейтер (штат Индиана).
В 1980-е —1990-е годы Майк и Кэрол Габбард были активными последователями кришнаитского гуру Криса Батлера. Батлер, ученик индийского гуру Бхактиведанты Свами Прабхупады (1896—1977), в 1970-е годы основал на Гавайах кришнаитскую религиозную организацию «Миссия Чайтаньи» (Институт знания о тождественности), в которой Кэрол Габбард вплоть до 2000 года занимала различные административные должности. Майк Габбард — католик, но при этом практикует кришнаизм, занимаясь мантра-медитацией (повторением мантр) и участвуя в киртанах.
Как это принято в семьях кришнаитов, Кэрол и Майк дали всем своим детям индуистские имена: Бхакти, Джай, Нараян и Вриндаван. Тулси была названа в честь священного в индуизме растения туласи. Сама Тулси в интервью СМИ утверждала, что рождение в семье католика и индуистки позволило ей «проводить много времени за изучением и размышлением над „Бхагавадгитой“ и наставлениями Иисуса Христа в Новом Завете». Талси говорит, что в ранней юности самостоятельно выбрала кришнаитское вероисповедание, а не просто слепо приняла религию своей матери. По её словам, это был осознанный выбор, сделанный после долгих размышлений.
В 1983 году, когда Талси было 2 года, семья Габбард переехала на Гавайи, где Талси и провела свои детство и юность. В официальной биографии Талси говорится, что она получила домашнее образование, за исключением двух лет, проведённых в «миссионерской школе для девочек» на Филиппинах. Высшее образование Талси получила в Гавайском тихоокеанском университете, который окончила в 2009 году со степенью бакалавра делового администрирования.

## Политическая карьера

### В гавайской политике
В начале 2000-х годов, следуя примеру своего отца, Талси начала политическую карьеру. В 2002 году, в возрасте 21 года, она победила на выборах в Палату представителей штата Гавайи по 42-му избирательному округу Оаху, став самой молодой женщиной в истории США, избранной в законодательное собрание одного из штатов. В гавайском конгрессе Талси служила в комитетах по образованию, туризму и экономическому развитию.
В 2006 году, после двух лет военной службы в Ираке, Габбард вернулась в США, где снова занялась политической деятельностью. До 2009 года она работала в Вашингтоне помощницей сенатора от штата Гавайи Дэниеля Акака. В 2010 году Габбард победила на выборах в Городской совет Гонолулу от 6-го округа. Вскоре после избрания она вступила в борьбу за место официального кандидата в члены Палаты представителей Конгресса США от 2-го избирательного округа Гавайев. 12 августа 2012 года Габбард выиграла праймериз, одержав уверенную победу над своим главным конкурентом — бывшим мэром Гонолулу Муфи Ханнеманом. 16 августа, через пять дней после победы в праймериз, Габбард отказалась от мандата члена Городского совета Гонолулу.

### В Конгрессе
В ходе предвыборной кампании Габбард лично поддержал президент США Барак Обама. На выборах в Конгресс, состоявшихся 6 ноября 2012 года (в один день с выборами президента США), Талси одержала уверенную победу, получив 81 % голосов избирателей.
Её соперником был республиканец Кавика Кроули. Разведённый отец троих детей, Кроули жил в своей машине и зарабатывал 15 000 долларов в год. Согласно американским законам, он относился к категории «работающего бездомного». Одним из пунктов в предвыборной программе Кроули была отмена закона о запрете курения в общественных местах.

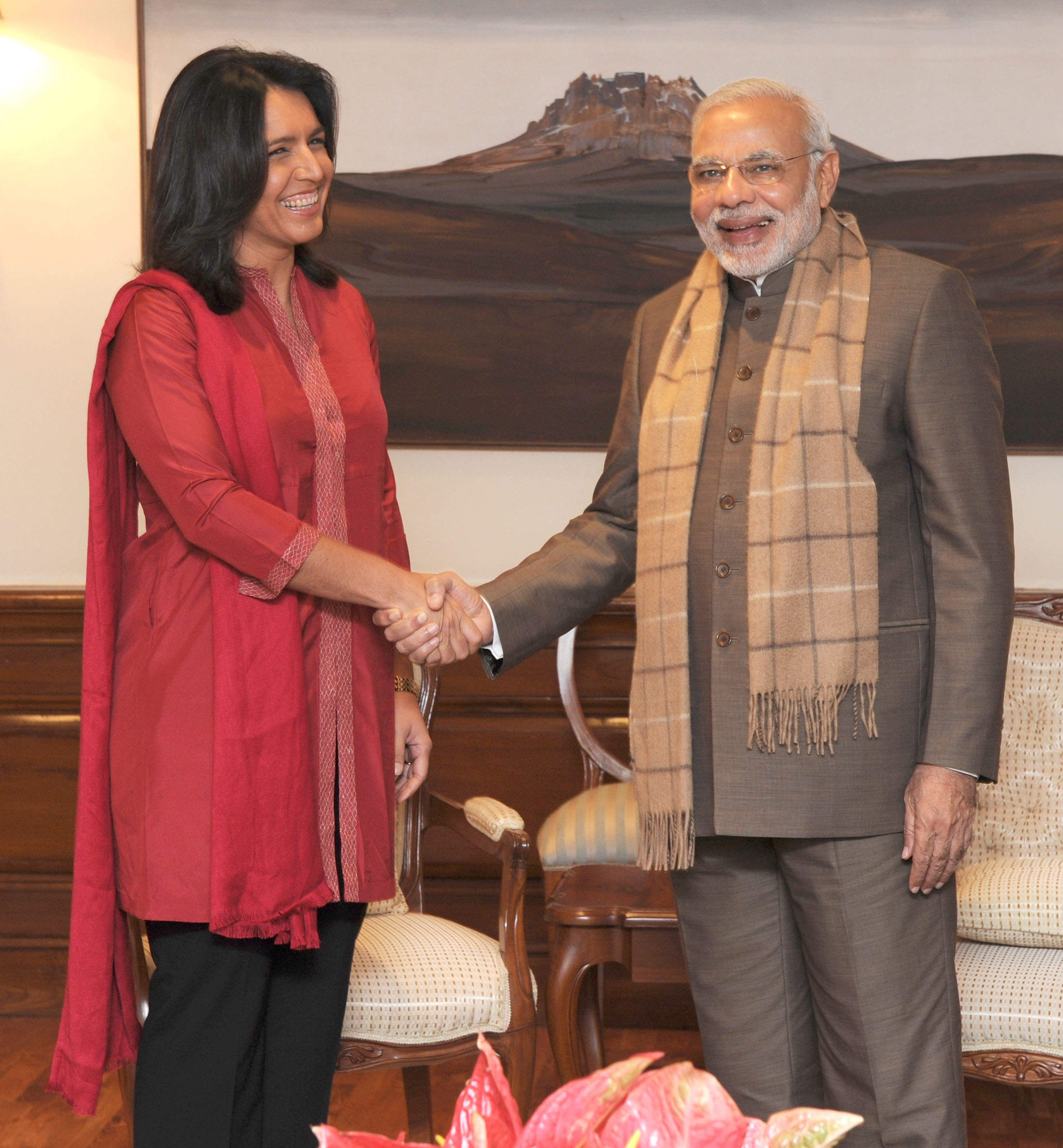
Талси Габбард и премьер-министр Индии Нарендра Моди

С избранием в Палату представителей, Талси стала первым конгрессменом индуистского вероисповедания в истории США. В январе 2013 года Талси была приведена к присяге.
В ходе церемонии, которой руководил спикер Палаты представителей Джон Бейнер, она принесла присягу на «Бхагавад-гите как она есть» («Бхагавадгите» в переводе и с комментариями Бхактиведанты Свами Прабхупады). В сентябре 2014 года Габбард подарила этот экземпляр «Бхагавадгиты» премьер-министру Индии Нарендре Моди, который в тот момент находился с официальным визитом в США. В ноябре 2016 года Габбард была переизбрана на второй срок.
С 22 января 2013 по 28 февраля 2016 года Габбард была вице-председателем Национального комитета Демократической партии. Она сложила с себя полномочия, чтобы поддержать кандидатуру сенатора левого толка Берни Сандерса на роль кандидата Демократической партии на президентских выборах в США в 2016 году.
8 декабря 2016 года Габбард внесла в Палату представителей законопроект Stop Arming Terrorists Act, запрещающий направлять бюджетные средства на поддержку и вооружение террористических организаций. Закон запрещал американским правительственным организациям в любой форме, прямо или косвенно, оказывать содействие экстремистским группам путём поставки оружия, обучения военного персонала, или предоставления разведывательных данных. Также закон запрещал американским властям оказывать содействие третьим странам, финансирующим терроризм. В случае принятия законопроекта вне закона оказалась бы американская поддержка всех государств и физических лиц, сотрудничающих с такими организациями, как Аль-Каида, Фронт ан-Нусра и Исламское государство.

### Встреча с Дональдом Трампом 21 ноября 2016 года
21 ноября 2016 года Габбард, дольше прочих конгрессменов поддерживавшая кампанию Берни Сандерса и в итоге проголосовавшая на президентских выборах за Хиллари Клинтон, встретилась с оппонентом последней — избранным президентом США Дональдом Трампом. Встреча состоялась по инициативе Трампа, который пожелал проконсультироваться с Габбард по вопросам войны в Сирии и борьбы с терроризмом. В тот же день высокопоставленный источник в команде Трампа сообщил СМИ, что кандидатура Габбард серьёзно рассматривается на пост госсекретаря, министра обороны, или постоянного представителя США при ООН. Как отметила газета The Guardian, взгляды Габбард по ряду вопросов схожи со взглядами Трампа: Габбард критикует Барака Обаму, осуждает американскую интервенцию в Сирию и Ливию, и занимает жёсткую позицию по вопросу иммиграции. В ноябре 2016 года в СМИ также появилась информация о том, что Габбард пользуется поддержкой «главного стратега» команды Трампа — Стивена Бэннона — и что именно он организовал её встречу с Трампом.

### Выдвижение кандидатуры на президентских выборах 2020 года

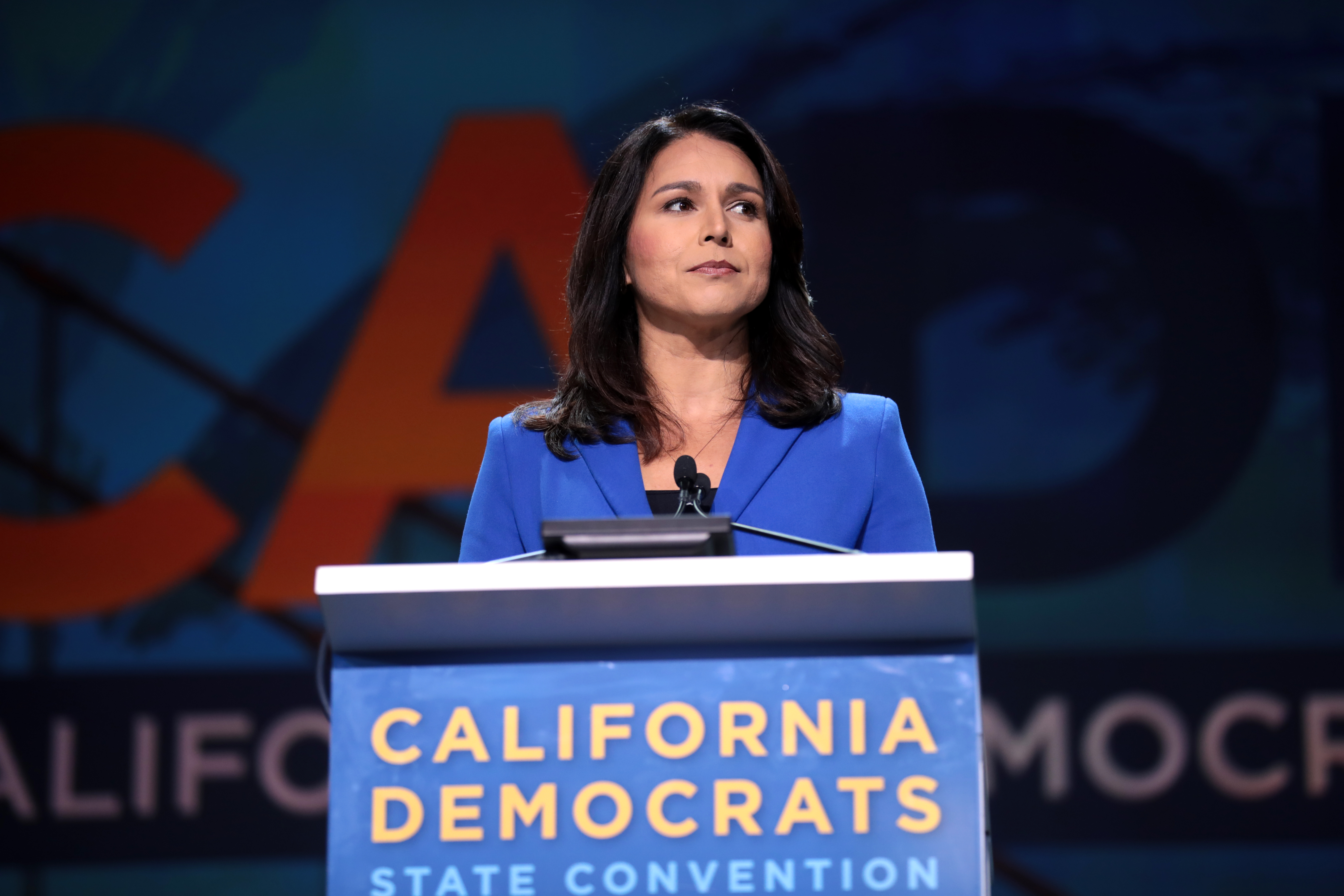
Талси Габбард на праймериз в Калифорнии (июнь 2019 года)

В январе 2019 года Габбард объявила о намерении участвовать в президентских выборах. Из-за её необычной для демократической партии антивоенной повестки, ставшей известной широкой аудитории в результате демократических праймериз и теледебатов, в октябре 2019 года Габбард стала объектом нападок со стороны Хиллари Клинтон, которая обвинила её в том, что та является «фавориткой Кремля» и предположила, что российская сторона будет оказывать ей поддержку. По оценкам наблюдателей, это обвинение привлекло к Габбард внимание СМИ и повысило её известность, а также репутацию «врага истеблишмента». Сама Габбард резко отреагировала на выпад Клинтон, назвав её «королевой разжигателей войны», «воплощением коррупции» и «олицетворением гнили, разъедающей Демократическую партию».
22 января 2020 года Габбард подала иск о клевете против Хиллари Клинтон, требуя в качестве компенсации морального вреда 50 млн долларов США. 19 марта 2020 года Габбард вышла из президентской гонки и поддержала кандидатуру бывшего вице-президента Джо Байдена.

### Директор Национальной разведки
В ноябре 2024 года Трамп номинировал Тулси Габбард на должность директора Национальной разведки. 12 февраля она была утверждена голосованием в Сенате 52 голосами против 46. Против проголосовали все сенаторы-демократы и сенатор-республиканец от Кентукки Митч Макконнелл. Несколько часов спустя она была приведена к присяге в качестве директора национальной разведки в Овальном кабинете генеральным прокурором Пэм Бонди.

## Военная служба

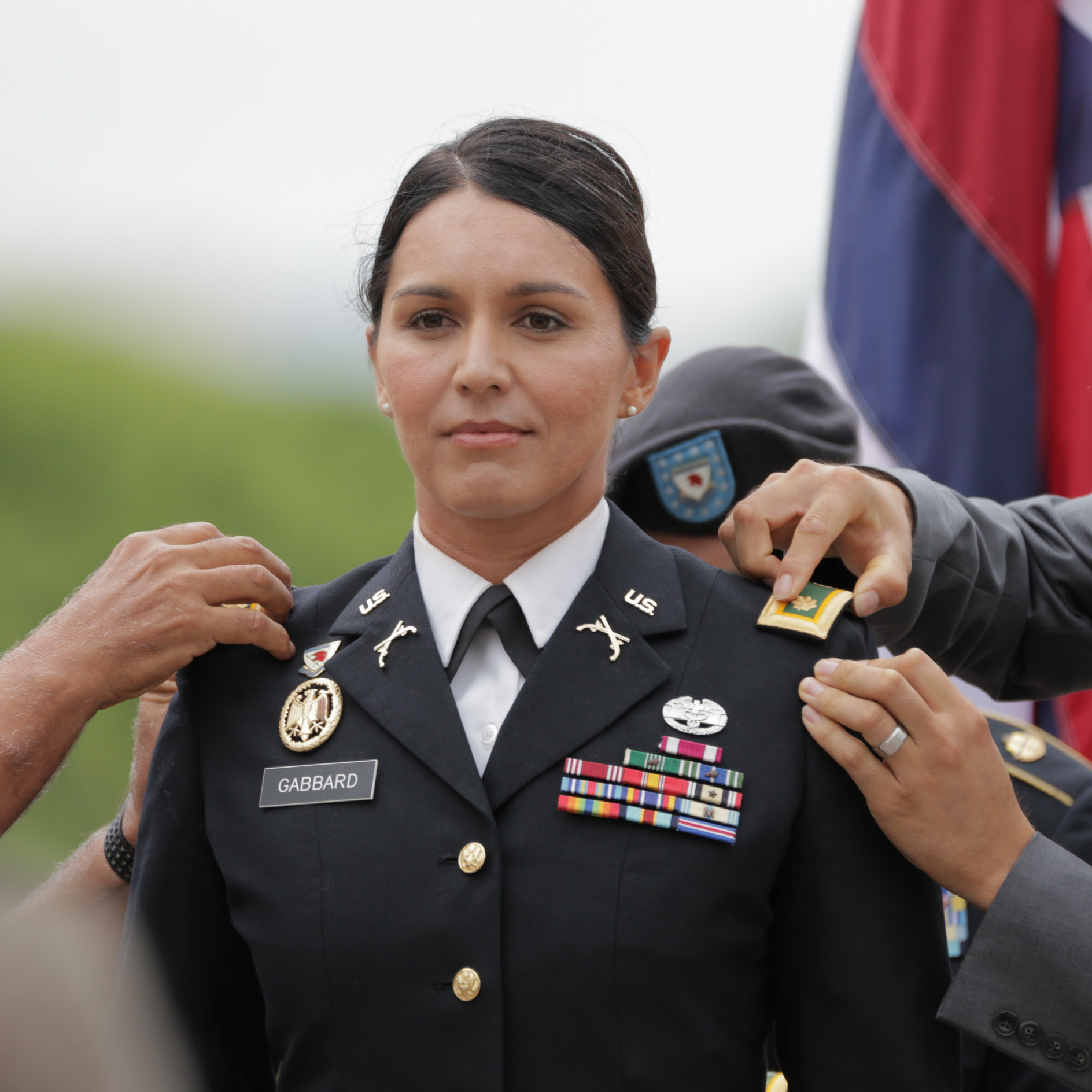
Талси Габбард производят в майоры, 2015 год.

В апреле 2003 года Талси зачислилась добровольцем в Армию Национальной гвардии штата Гавайи. В июле 2004 года она отказалась от депутатского мандата и в звании специалиста отправилась добровольцем в Ирак, где в течение года служила в медицинской роте 29-го вспомогательного батальона 29-й пехотной бригады Армии Национальной гвардии штата Гавайи. За военные заслуги получила Медаль похвальной службы. В марте 2007 году окончила офицерскую школу Алабамской военной академии с лучшим результатом среди всего выпуска, став первой женщиной в истории этого вуза, добившейся подобного успеха. После окончания учёбы в звании второго лейтенанта Габбард была переведена в батальон специального назначения 29-й пехотной бригады, где командовала взводом военной полиции. Вместе со своим взводом она отправилась на Ближний Восток, где она была инструктором по начальной военной подготовке Национальной гвардии Кувейта. За заслуги на этом поприще Габбард получила награду Национальной гвардии Кувейта, став первой женщиной в истории Кувейта, удостоенной такой чести. В 2015 года произведена из капитанов в майоры. В 2020 году она перешла из Национальной гвардии в Резерв Армии США в 351-е командование по гражданским делам Командования (воздушно-десантного) Армии США по гражданским делам и психологическим операциям, участвовала в операции в Восточной Африке в качестве офицера по взаимоотношениям с населением и в 2021 году получила звание подполковника.

## Политические взгляды

### Ирак и Афганистан
В 2012 году Габбард заявила, что всегда была противницей войны в Ираке и что американцам не нужно было вводить туда войска. Габбард выступала за немедленный вывод американских войск из Афганистана и полагает, что условия победы США в Ираке не были ясно определены.

### Сирия
Габбард выступает за прекращение «незаконной войны с целью свержения сирийского правительства». В 2013 году она выступила против военной интервенции США в Сирии. Габбард высказала мнение, что вмешательство в сирийский конфликт представляет угрозу национальной безопасности, международной репутации и экономическим интересам США.
Габбард была одним из только трёх членов конгресса, проголосовавших против резолюции 121, осуждавшей Правительство Сирии. Свою позицию она объяснила следующим образом: «этот законопроект направлен на разжигание войны — это слабо замаскированная попытка использовать идею „гуманитаризма“ для оправдания свержения сирийского правительства». Позднее она предложила законопроект, блокировавший военное вмешательство США в Сирии.
В 2016 году Габбард решительно выступила против идеи создания в Сирии бесполётной зоны, утверждая, что такой шаг приведёт к прямой военной конфронтации с Россией.

### Иран
Габбард проголосовала за Совместный всеобъемлющий план действий, в результате принятия которого были сняты экономические санкции с Ирана.

### Россия
В течение долгого времени придерживается пророссийских взглядов. По сведениям её бывших помощников, регулярно читает и распространяет сведения, публикуемые прокремлёвским каналом RT.

### Украина
В июле 2022 года Украина включила Габбард в список американских политиков, ученых и активистов, которые, как утверждает Киев, продвигали «российскую пропаганду». По информации Newsweek, она попала в этот список из-за заявлений о том, что США много лет «провоцировали Путина», а также, что в Украине есть 25 опасных биолабораторий, которые могут выпускать смертельные патогены (при этом позже уточнила, что не верит в существование лабораторий по разработке биологического оружия на Украине).
В своей книге, вышедшей в 2024 году, «Из любви к Родине: Оставьте Демократическую партию позади» (англ. For Love of Country: Leave the Democrat Party Behind) она написала, что администрация Байдена «подло использует украинский народ в качестве пушечного мяса» в прокси-войне против России и обвинила президента США в саботировании мирных переговоров между Россией и Украиной, которые проходили в Стамбуле в марте-апреле 2022 года.
2 марта 2025 года Габбард обвинила Владимира Зеленского в стремлении развязать третью мировую войну или «даже ядерную войну».

## Личная жизнь

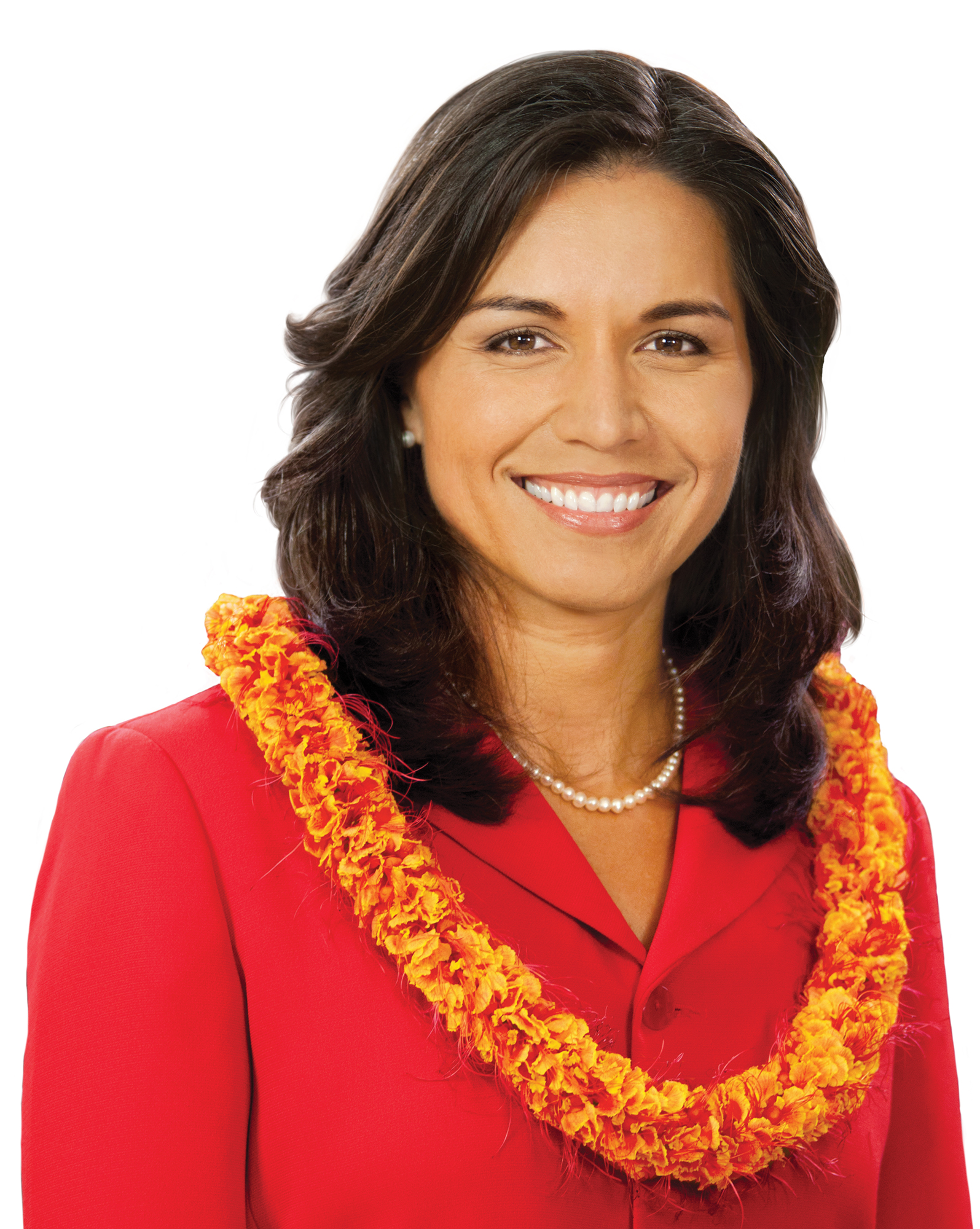
Талси Габбард в 2012 году

Первый брак Габбард с Эдуардо Тамайо окончился разводом 5 июня 2006 года. Причиной развода Габбард впоследствии назвала «стресс, который война налагает на военных и их семьи». В 2012 году Тамайо пожертвовал 500 долларов США на предвыборную кампанию своей бывшей жены.
9 апреля 2015 года Габбард вышла замуж за кинематографиста Абрахама Уильямса. Свадьба прошла по индуистскому обряду в Кахалуу (остров Оаху).
По вероисповеданию Талси Габбард — кришнаитка. Талси с рождения является вегетарианкой, а своим «героем и примером для подражания» считает Махатму Ганди.
В 2012 году в ходе выборов в Палату представителей США Талси заявила, что гордится своей религией и утверждает, что ядром её духовной практики является «попытка работать на благо других людей и планеты» и что каждое утро она «уделяет время для того, чтобы вспомнить свои отношения с Богом через практику медитационной йоги и чтение стихов из „Бхагавадгиты“». В свете изложенной в этой священной книге философии, Талси описывает свой духовный путь как «карма-йогу и бхакти-йогу».